# Кардава, Георгий Зурабович
Георгий Зурабович Кардава (груз. გიორგი ქარდავა) — фотограф-портретист, снимает для глянцевых журналов, в частности GQ, Esquire, Tatler, «Коммерсантъ Стиль», «Harper's Bazaar, Forbes», «ОК!», «Forbes Woman» Cosmopolitan Grazia, «РБК Стиль», «Men Today» и др.

## Биография
Родился в городе Цаленджиха, его семья тогда проживала в небольшом городке Джвари, цаленджихского района. Детские годы Георгия пришлись на гражданскую войну в Грузии. По его собственному признанию, он и сейчас помнит тех «фактурных бородатых дядь», ходивших по улицам с автоматами, разъезжающие БТР и танки. Когда Георгию было шесть лет, он вместе с младшей сестрой и родителями переехал в Зугдиди. Там проучился до шестого класса. В 2000 году переехал с сестрой и матерью в Москву, где работал его отец. Здесь закончил школу и получил два высших образования по специальностям «Маркетинг» в ГУУ и «Спортивный менеджмент»

## Творчество
Фотографией занялся по воле случая, в 2009 году его отчислили с третьего курса в институте, на пересдачу был год и чтобы не сидеть без дела, хотел осуществить свою мечту поехать в Мексику и купить барабанную установку. Для этого нужны были деньги, и друг посоветовал ему взять у сестры фотоаппарат и начать предлагать всем фотосессии. Фактически не владея фотокамерой, Георгий начал писать всем во «ВКонтакте» и предлагал съемки за 1000—1500 рублей. Постепенно, набираясь опыта, создал портфолио и стал получать приглашения на разные порталы и на съёмки клубных репортажей с вечеринок. Снимая различные мероприятия, получил приглашение сделать первую фотосессию для журнала Cosmopolitan, затем были Buro 24/7, Esquire, Harper’s Bazaar, GQ, Forbes, РБК Стиль и Коммерсантъ Стиль. У фотографа снимались такие известные люди, как Павел Воля, Сергей Шнуров, Михаил Горбачёв, Жерар Депардьё и Роберт де Ниро, а также звёзды мирового футбола, включая Тотти, Дзанетти и Мальдини.
В 2017 году стал соавтором арт-проекта «Question and Answer», использующего тело как арт-инсталляцию. Героями проектов стали более 30 моделей. Также в 2017 состоялась совместная с парком «Музеон» выставка фоторабот Георгия под открытым небом #Портртетизация.
Был фотографом на юбилее Михаила Сергеевича Горбачёва, кадры с этой фотосессии вошли в автобиографическую книгу Михаила Сергеевича. 
Был автором совместного фотопроекта Chanel и Aizel приуроченный к запуску новых часов Chanel Code Coco. Героями проекта стали Эвелина Хромченко, Ольга Свиблова, Манижа и другие.
В 2018 году Яндекс.Такси и Георгий запустили совместный социальный фотопроект, героями которых стали обычные таксисты из Еревана, рассказывающие свои истории, о своих увлечениях на биллбордах своего города c портретами авторства Георгия.
Георгий был одним из спикеров Московского Культурного Форума-2018

Автор обложки альбома «Capture» группы «Therr Maitz».

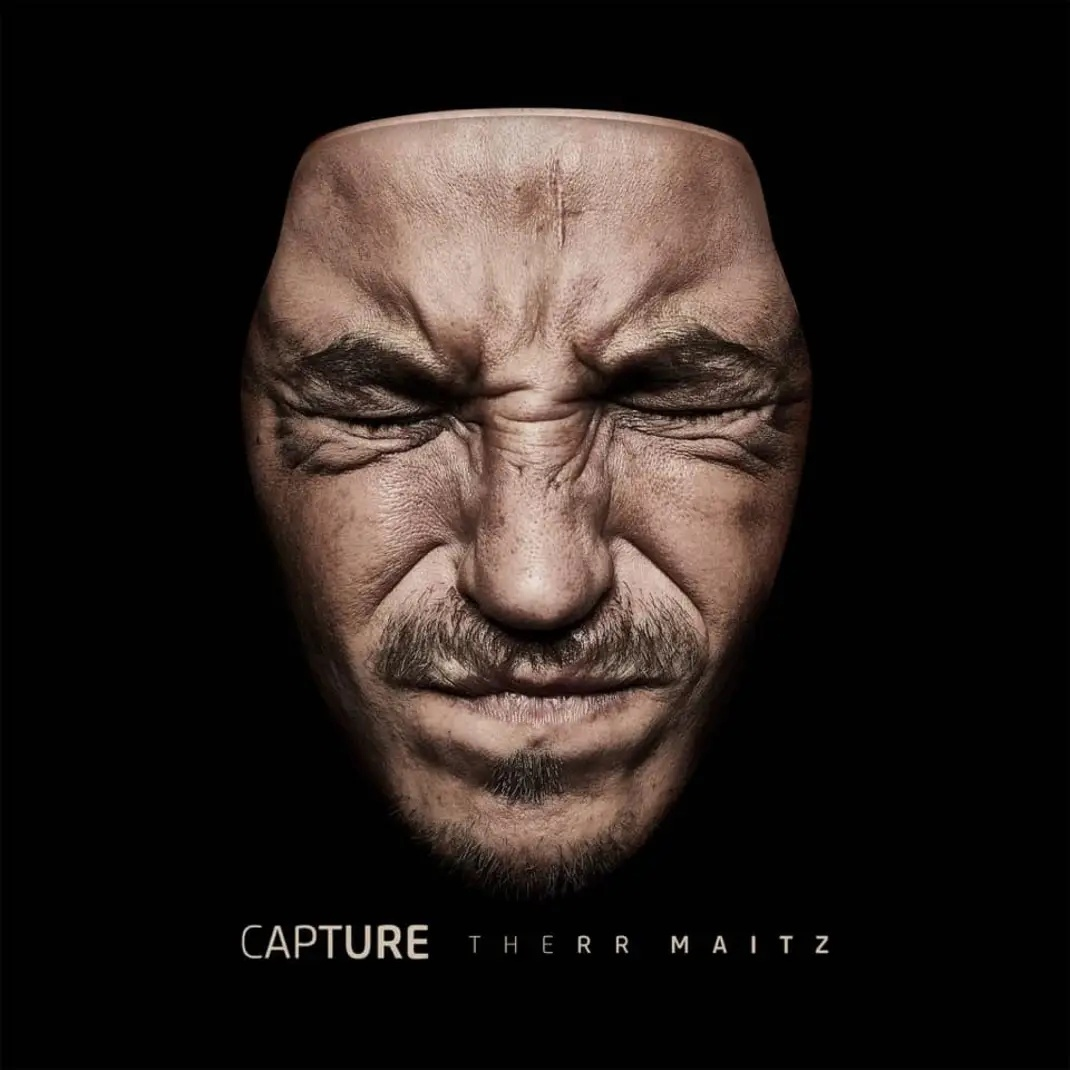
Обложка альбома «Capture» группы «Therr Maitz»

Продюсер фильма «Проситель», в рамках пиар-кампании Георгий стал автором фотопроекта, посвященный грузинским «просителям», оккультным экзорцистам и знахарям из западных регионов Грузии.
Георгий автор проекта «12 апостолов», снятого в 2019 году для журнала Esquire, в котором были сфотографированы 12 востребованных мужчин из разных сфер деятельности.
Автор фотопроекта и выставки в честь 95-летия Театра им. М. Н. Ермоловой на Никитском бульваре в 2020 г. В мае 2021 г. на Арбатско-Покровской линии вышел тематический поезд, посвященный 95-летию Московского драматического театра имени М. Н. Ермоловой, оформленный фотоработами Георгия.
В октябре 2021 в рамках Розового месяца — месяца осведомленности о раке груди — онлайн-платформа по продаже модных и лайфстайл-товаров Lamoda и фотограф Георгий Кардава запустили специальный проект с историями пяти женщин, столкнувшихся с онкологией, справившихся и живущих дальше. 
В 2022 году иллюстрировал издание книги Павла Артемьева «Биография песен».
В марте 2022 стал начинающим ресторатором, присоединившись к сети Фермербуфет
В январе 2023 в Тбилиси в галереи iArt gallery состоялась персональная выставка Георгия  Изначально планировалось что выставка пройдёт с 17 по 24 января, но в связи с повышенным интересом публики выставку продлили до 31 января 
Автор совместного фотопроекта с Beeline Uzbekistan про 10 женских историй о необычных профессиях, приуроченного к 8 марта.
Ежегодно является членом жюри фотоконкурса мобильной фотографии от «Vivo» и «Вокруг света».
С 6 марта по 22 апреля 2025 года в Астане состоялась персональная выставка Георгия «Непортреты» из 70 работ, героями которых стали не только знаменитости, но и обычные люди.
В июле 2025 стал амбассадором крупнейшей частной узбекской авиакомпании «Centrum Air», а также директором по спецпроектам бортового журнала Centrum Travel Magazine.

## Youtube-канал
В 2019 году создал Youtube-канал «Георгий За Кадром» в им же самим придуманном авторском жанре фотоинтервью , где от первого лица снимает процесс фотосессии с интересными ему героями и параллельно беседует с ними. Героями выпусков стали Олег Меньшиков, Светлана Ходченкова, Вера Полозкова, Чулпан Хаматова, Ирина Хакамада и многие другие.
В рамках проекта Георгий снимает в том числе и социальные выпуски: совместно с проектом Доброшрифт и благотворительным фондом «Подарок Ангелу», про детей с ДЦП; Совместно с фондом «Тебе поверят», про сексуальное насилие..
И про рак груди;
В конце сентября 2022 года снял выпуск про иммигрантов в Грузии из России и Беларуси 
В 2023 году записал фотоинтервью с писателем Фредериком Бегбедером, с актёром Джоном Малковичем и с французским диджеем Бобом Синклером — на английском языке (с русскими субтитрами)